# E/F Tyrfing
E/F Tyrfing (Elfærgen Tyrfing) er en helt elektrisk drevet færge under bygning i Tyrkiet for  Molslinjen A/S, til indsættelse på ruten Ballen-Kalundborg (Samsølinjen) i starten af 2025.
Færgen er opkaldt efter Tyrfing, et magisk sværd i den nordiske mytologi, og har et identisk søsterskib E/F Nerthus, der skal indsættes på Alslinjen.